# Heinrich Lossow
Heinrich Lossow (ur. 10 marca 1843 w Monachium, zm. 19 maja 1897 w Schleißheim, obecnie Oberschleißheim) – niemiecki malarz, ilustrator, iluminator.

## Rodzina i edukacja
Ojcem Heinricha Lossowa był Arnold Hermann Lossow, rzeźbiarz pochodzący z Bremy, który w 1820 roku przeniósł się do Monachium, gdzie studiował malarstwo pod kierunkiem Ernsta Meyera. Arnold miał troje dzieci: Carla (1835), Friedricha (1837) i Heinricha. Każdy z synów był związany ze sztuką. Carl został malarzem historycznym, a Friedrich malował głównie naturę.
Heinrich Lossow uczył się w pracowni swojego ojca, a następnie u Karla Theodora von Piloty'ego i Arthura von Ramberga w Akademii Sztuk Pięknych w Monachium. Po ukończeniu studiów podróżował po Francji i Włoszech, doskonaląc swoją sztukę.
Pełnił funkcję kuratora w Pałacu Schleißheim.

## Twórczość
Pracował głównie jako ilustrator dla różnych wydawnictw. Jest autorem m.in. ilustracji do Wesołych kumoszek z Windsoru Williama Szekspira. Jednak głównym profilem jego działalności artystycznej były ilustracje o tematyce erotycznej.
Do bardziej znanych dzieł tego malarza należy obraz pt. Grzech tematyką nawiązujący do bankietu kasztanowego, czyli słynnej orgii, która odbyła się 30 października 1501 roku w Watykanie, a której gospodarzem był kardynał Cezar Borgia, syn papieża Aleksandra VI. Opis tego bankietu znalazł się w dzienniku prowadzonym przez papieskiego mistrza ceremonii Johanna Burcharda.
W swoim dorobku artystycznym ma prace związane z malarstwem iluminacyjnym, jest autorem iluminacji m.in. do modlitewnika Ludwika II. 

## Gallery

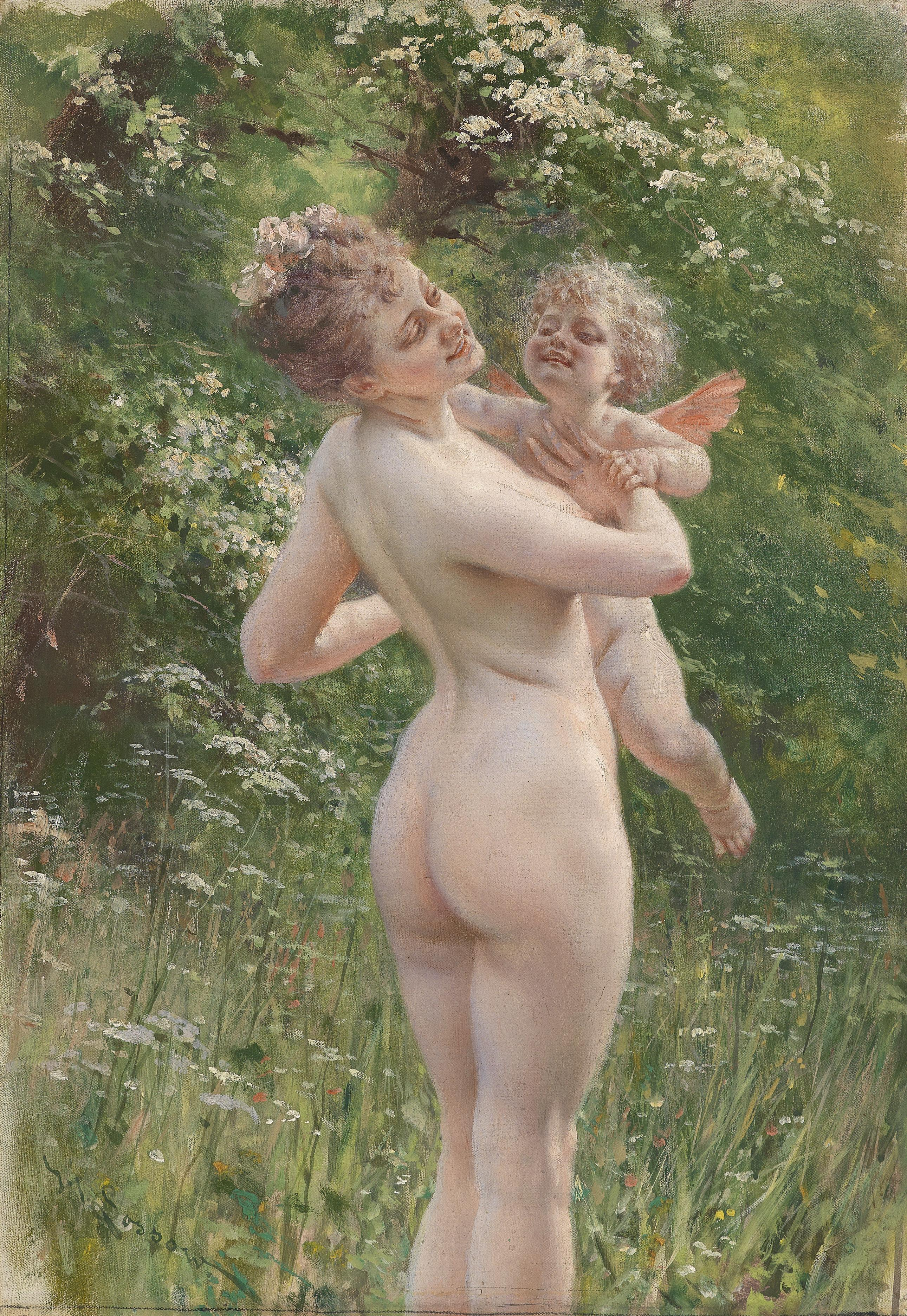
Miłosne szepty (1897)
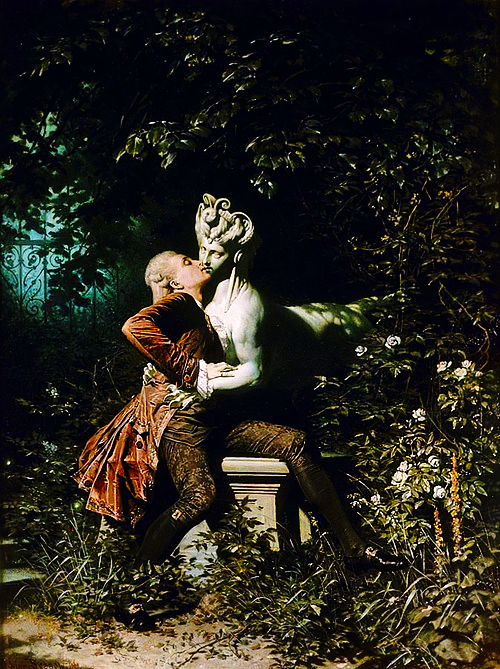
Sfinks i poeta (1868)
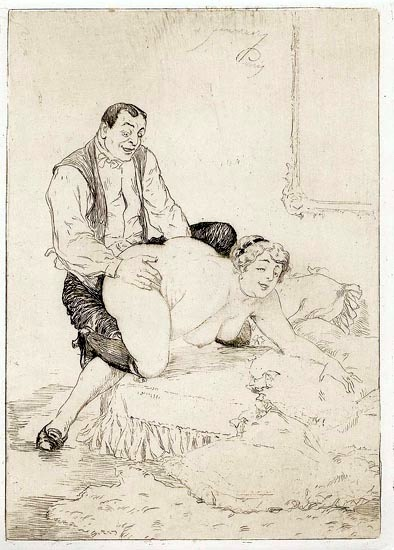
Grafika z serii „Jej wierny sługa”
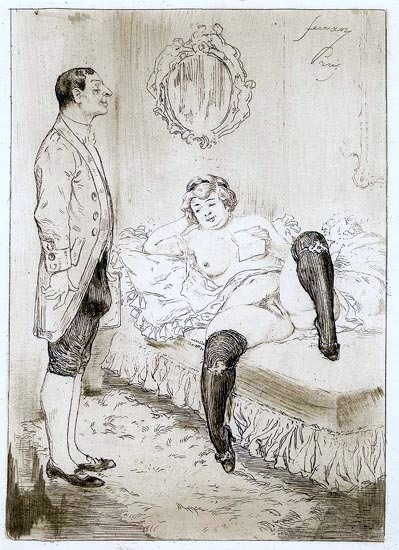
Grafika z serii „Jej wierny sługa”